# 兰平勇
兰平勇（1963年8月—），福建连江人，畲族，无党派人士。中华人民共和国政治人物、第十三届全国人民代表大会福建省代表。

## 生平
2018年，兰平勇被选为福建省出席第十三届全国人民代表大会代表。